# 崔咸
崔咸（8世纪？—834年），字重易，博州博平县（今山东省聊城市茌平区博平镇）人。
祖父崔安石，官至给事中。父亲崔锐，辅佐李抱真为泽潞从事，也官至给事中。崔咸元和二年（807年）进士擢第，又登博学宏词科。郑余庆、李夷简征召他为宾佐，待为师友。入朝担任侍御史，独行守正，时望推重。唐敬宗将去东都，人心不安。裴度以勋旧自兴元府上表入觐。到京师后，李逢吉不想让裴度再入中书。李逢吉同党京兆尹刘栖楚等十余人一起排挤裴度，一天，裴度留客喝酒，刘栖楚假装求得裴度欢心，弯身子附裴度耳语，崔咸恨他矫饰，举爵向裴度罚酒：“丞相不当允许属官耳语。”裴度笑着喝了。刘栖楚不安，出去了。坐客都认为崔咸勇敢。官至陕州大都督府长史、陕虢观察等使。从早到晚，与宾客痛饮，长醉不醒。文件堆积，夜间批阅，决断无毫厘之差，胥吏认为他是神人。入朝为右散骑常侍、秘书监。太和八年（834年）十月去世。崔咸有高志，常独游终南山，乘月吟诗，感慨泣下。有文集二十卷。